# Psammomoya grandiflora
Psammomoya grandiflora är en benvedsväxtart som beskrevs av Keighery. Psammomoya grandiflora ingår i släktet Psammomoya och familjen Celastraceae. Inga underarter finns listade.